# Jonna Andersson
Jonna Ann-Charlotte Andersson (Mjölby, 2 januari 1993) is een Zweeds voetbalspeelster die sinds 2018 als verdediger actief is bij Chelsea LFC in de FA Women's Super League.

## Carrière

### Clubs
Andersson tekende in 2009 als 16-jarige bij Linköpings FC in de Damallsvenskan en speelde tweemaal in haar eerste seizoen en werd landskampioen. De eerste drie seizoenen was ze reserve maar vanaf 2013 werd ze een vaste waarde in het team dat zowel in 2016 als 2017 landskampioen werd. Linköpings FC won met Andersson ook driemaal de Zweedse beker.
In november 2017 werd bekendgemaakt dat Andersson op het einde van het jaar een contract kreeg bij Chelsea LFC in de FA Women's Super League.

### Nationaal elftal
Andersson maakte deel uit van het Zweeds voetbalelftal onder 19 dat het Europees kampioenschap voetbal vrouwen onder 19 - 2012 in Turkije won.
Andersson werd voor een eerste maal opgeroepen voor het Zweeds voetbalelftal door coach Pia Sundhage op 26 januari 2016 in een vriendschappelijke wedstrijd tegen Schotland, ter vervanging van de gekwetste verdediger Amanda Ilestedt. Ze speelde als linksback in de wedstrijd die met 6–0 gewonnen werd.
In 2016 won Andersson zilver met het nationaal elftal op de Olympische Zomerspelen 2016 in Rio de Janeiro. Op het Europees kampioenschap voetbal vrouwen 2017 in Nederland bereikte Zweeds voetbalelftal met Andersson de kwartfinales waar ze met 2–0 verloren van gastland Nederland dat uiteindelijk voor de eerste maal Europees kampioen werd. In maart 2018 won Zweeds voetbalelftal met Andersson de Algarve Cup (samen met Nederland) nadat de finale werd afgelast omdat het veld niet bespeelbaar was door de hevige regenval.

## Erelijst
- 2009, 2016, 2017: Winnaar Zweeds landskampioenschap (Damallsvenskan)
- 2009, 2013/14, 2014/15: Winnaar Zweedse beker
- 2010: Winnaar Zweedse Supercup
- 2016: Zilveren medaille op de Olympische Zomerspelen 2016